# Бакинський державний університет
Бакинський державний університет (БДУ) (азерб. Bakı Dövlət Universiteti (BDU)) — державний університет, розташований у Баку, Азербайджан.

## Історія

Печатка університету

Заснований 1 вересня 1919 року Парламентом Азербайджанської Демократичної Республіки. Відкритий 1920 як Бакинський державний університет. Університет розпочав свою діяльність з історико-філологічного, фізико-математичного, юридичного та медичного факультетів, на які було зараховано 1094 студенти. Першим ректором БДУ був В. І. Розумовський, колишній професор хірургії Казанського університету.
1924 університету присвоєно найменування Азербайджанський державний університет (АДУ), а в 1934 — ім'я С. М. Кірова.

### 1950-ті
На кінець 1950-х в університеті було 9 факультетів: фізичний, механіко-математичний, хімічний, історичний, філологічний, сходознавства та інші.
На 52 кафедрах АДУ — 42 професори, 211 доцентів і кандидатів наук, 88 викладачів.
Викладання проводиться азербайджанською і російською мовами. При АДУ діє аспірантура, вечірній і заочний відділи.
Число студентів (1958) — 5 500 чол., в тому числі 2 500 заочників.
Значне місце в діяльності АДУ займає науково-дослідна робота. Розробка багатьох наукових проблем здійснюється у співдружності з вченими інших республік СРСР, зокрема з українськими вченими. Так, питання походження і формування покладів нафти, розробки та експлуатації нафтових родовищ розв'язуються геологами АДУ спільно з вченими АН УРСР, Львівського державного університету.

### 1970-ті
На кінець 1970-х в університеті було вже 14 факультетів: історичний, філологічний, журналістики, сходознавства, бібліотекознавства та бібліографії, юридичний, прикладної математики, механіко-математичний, фізичний, хімічний, біологічний, геолого-географічний, навчання іноземних громадян, підвищення кваліфікації. При університеті працює обчислювальний центр, астрономічна станція, понад 30 лабораторій, музеї — біологічний та корисних копалин, бібліотека (бл. 1,6 млн одиниць зберігання). В 1975/76 навчальному році навчалося близько 13 тис. студентів, з них на денному відділенні понад 6 тис.

## Видання
Університет видає «Вчені записки» та іншу літературу.

## Найвідоміші випускники
- Гейдар Алієв — 3-й Президент Азербайджану.
- Юсиф Мамедалієв — азербайджанський хімік, Президент АН Азербайджанської РСР.
- Гасан Алієв — азербайджанський ґрунтознавець, академік АН Азербайджанської РСР.
- Захід Халілов — азербайджанський механік і математик, Президент АН Азербайджанської РСР.
- Бахтіяр Вагабзаде — народний поет Азербайджану.
- Азад Мірзаджанзаде — азербайджанський учений, механік нафтогазових родовищ, академік АН Азербайджанської РСР.
- Аїда Імамгулієва — азербайджанський сходознавець, що стала першою жінкою-доктором наук в галузі сходознавства.
- Меджид Расулов — азербайджанський математик, академік Національної академії наук Азербайджану.
- Фейзулла Гасимзаде — доктор философських наук, академік Національної академії наук Азербайджану.
- Тофіг Кочарлі — азербайджанський історик, академік Національної академії наук Азербайджану.
- Мірджалал Пашаєв — азербайджанський письменник, вчений-літературознавець.
- Мамед Джафар Джафаров — азербайджанський літературознавець, академік АН Азербайджанської РСР.
- Фарамаз Магсудов — азербайджанський математик, Президент Національної академії наук Азербайджану.
- Абдулла Гараєв — азербайджанський фізіолог, академік АН Азербайджанської РСР
- Зія Буніатов — азербайджанський сходознавець, академік Національної академії наук Азербайджану.
- Гасан Абдуллаєв — азербайджанський фізик, Президент АН Азербайджанської РСР.
- Худу Мамедов — азербайджанський кристалограф, член-корреспондент Національної академії наук Азербайджану.
- Ашраф Гусейнов — азербайджанський математик, академік АН Азербайджанської РСР.
- Муса Алієв — доктор геолого-мінералогічних наук, Президент АН Азербайджанської РСР.
- Солтан Мехтієв — азербайджанський хімік, академік АН Азербайджанської РСР.
- Гейдар Гусейнов — азербайджанський філософ, академік АН Азербайджанської РСР, лауреат двох Сталінських премій
- Муртуза Нагієв — азербайджанський вчений у галузі хімії і технології нафти, академік Академії наук Азербайджанської РСР.
- Мамед Аріф Дадашзаде — азербайджанський літературознавець, критик, голова Верховної Ради Азербайджанської РСР
- Шафам Мехтієв — азербайджанський геолог-нафтовик, академік АН Азербайджанської РСР.
- Іграр Алієв — азербайджанський історик, академік Національної академії наук Азербайджану.